# Mleczówka
Mleczówka – wieś w Polsce położona w województwie mazowieckim, w powiecie żuromińskim, w gminie Lubowidz. Ma status sołectwa.
W latach 1954–1959 wieś należała i była siedzibą władz gromady Mleczówka, po jej zniesieniu w gromadzie Syberia. W latach 1975–1998 miejscowość administracyjnie należała do województwa ciechanowskiego.